# Club Life (радіошоу)
Tiesto's Club Life (англ. Tiësto's Club Life) — щотижневе радіо-шоу, яке транслюється радіостанцією під назвою 3FM. Трансляція шоу почалася 6 квітня 2007 року. Спочатку програма мала назву «Клуб модерн» (Club Nouveau), під цією назвою вийшли перших 5 програм, але згодом перейменували на Клаб лайф.
Шоу складається з двох частин. Перша частина складається з новітніх хітів та міксів, а друга презентує новинки таких музичних жанрів як транс, хаус, мінімал, траус. Також до програми входять ексклюзивні треки Тієсто з його власного лейблу «Musical Freedom». Шоу доступне для безкоштовного завантаження.

## Нагороди
- 2009 IDMA Awards Miami: Найкраще подкаст шоу у світі 2009